# Аутократија
Аутократија – самовлада (грчки : auto – сам, kratein – владати) претпоставља јако сужен круг управљача унутар којег се обликује владајућа воља. Често је то појединац који се служи апаратом за принуду да би присилио на послушност саму владајућу групу, мада је очигледно да он, чак и када је самодржац, мора имати нечију подршку. У аутократским режимима, по правилу постоје затворени центри политичке моћи на које грађани имају веома мали утицај и који се периодично обнављају по строго утврђеним критеријумима. Владајућа воља може се обликовати на два начина:
Стварном аутократијом – у којој постоје формалне демократске институције али не и демократски дух политичког деловања тј. постоје институције које би требало да гарантују њихово демократско функционисање (парламент, влада, судови) али пошто раде под најнепосреднијим утицајем владајуће групе и њеног вође, демократија је сведена на ниво пуког формализма и практично спроводе диктатуру владајуће групе, њеног ужег дела или искључиво њеног вође. Неретко аутократски режими су склони сарадњи са криминалцима, односно мафијашким клановима. Што су примери у Латинској Америци, Балкану и у постсовјетском простору.

## Врсте аутократије
Формална аутократија – сусреће се ређе, нарочито у модерном добу. У њој нема формалних демократских институција, нити јавних права и слобода, него је владајућа група неспутана било каквим законским ограничењима. Формалне аутократије су ретке, будући да готово ниједна држава није спремна да се уставно легитимише у том својству. Као што је: Ватикан, ДНР Кореја, Брунеј, Катар, Саудијска Арабија, Оман, Есватини.
Облици аутократије могу бити различити. У старом и средњем веку они су се појављивали у виду деспотија и тиранија (мале државе попут полиса или цивитаса). Такав је пример био рецимо у великим робовласничким империјама попут Кине, Месопотамије, Египта и Римског царства као и апсолутних монархија у Европи у раздобљу касног феудализма који претходи буржоаским револуцијама. Аутократијама се сматрају и диктатуре које сматрамо као њен најтипичнији случај.
Посебан облик аутократије представља харизматски тип власти којим се посебно бавио немачки теоретичар Макс Вебер. Овај тип власти настаје у доба великих криза и потреса, а обележава га појава „харизматских вођа“ ("харизма" значи вишу обдареност). То су личности које имају специфичну обдареност која се сматра натприродном. Харизматска власт обоготворава личност вође и претвара је у легенду и мит нарочито за масе нових присталица који се прикључују покрету. Вођа најчешће сам одлучује а његова воља поставља се као највиши разлог изнад којег нема даљег критеријума. Вебер је уочио да „харизма зна само за унутрашњу одређеност и своје сопствене границе. Носилац харизме узима задатак који му је одређен и на основу своју мисије захтева да му се други покоравају и следе га. Какав ће резултат бити, зависи од тога да ли ће он то постићи. Уколико они не признају његову мисију његови захтеви пропадају, уколико га они признају, он је њихов господар све док „осведочењем“ успева да очува њихово признање. У модерном времену најтипичније примере харизматске власти представљају ауторитарни режими XX века (нацизам у Немачкој и фашизам у Италији). Док у западним државама многи као пример наводе актуелног председника Сједињених Америчких Држава Доналда Трампа и премијера Уједињеног Краљевства Бориса Џонсона као капиталистичке харизматичне аутократе.
Вероватно најзаслужнији за данашњи модерни значај речи аутократ јесте руски император који је у царској Русији сматрао Москву као „Трећи Рим“ (одмах после Константинопоља и Рима) и као такав носио назив „Император и Самодържец Всеруски“ што значи „император и самодржац све Русије“.
Појмови тоталитаризма и аутократије се не поклапају, пошто се под аутократијом подразумева облик класичне владавине у коме аутократа не угрожава, бар у начелу, приватан живот становништва, док се у тоталитарним друштвима чини управо то - уништава приватна сфера и заводи општа контрола - као у модерним тоталитарним системима (комунизам, нацизам, фашизам итд).

## Настанак
Сваки човек по својој природи тежи већој моћи за остварење већих погодности. Човек постаје свестан своје моћи упоређујући се са другим човеком. Тај чин је вероватно отуђен али он као такав одувек постоји и зато га треба прихватити све док друштво не пронађе оријентацију која ће га превазићи. На путу достизања веће моћи отуђени човек може лако користити своје способности за остварење надмоћи над другим човеком. Успешан појединац остварује већа права од других појединаца, намеће друштву своју вољу или укратко остварује власт у друштву.
Власт доноси велике отуђене погодности и зато се међу људима води беспоштедна борба за остварење права на власт на свим пољима. Ни за шта се у историји човечанства није пролило толико крви као у борби за власт. У тој борби јачи, спретнији, лукавији или паметнији побеђује и влада друштвом. Силом успостављена власт је неприкосновено аутократска и представља диктатуру. Диктатори организују спровођење власти у друштву на одређеном територију формирањем или преуређењем државе. Они потпуно самостално утврђују државно уређење, законе, прописе и правила регулисања друштвених односа. Они имају неприкосновену законодавну, извршну и правосудну власт у држави и обезбеђују спровођење својих одлука употребом физичке силе и прокламованим идеологијама.
Диктатори формирају или користе идеологије као средство наметања субјективне визије о правилима кретања у природи. Идеологије често дају отуђене одговоре на сва питања која "друштво које не зна" може поставити у страху пред непознатом природом. Оне такође често одређују правила човекова деловања у друштву и природи која у целини доносе погодности и стабилност друштву. "Друштво које не зна" прихвата сваку идеју која га ослобађа непогодне напетости постојања у природи. Тако идеологије доносе велике погодности друштву али исто тако постају темељ отуђења друштва. Већина популација људи на планети Земљи, подређена је само једној друштвено-политичкој идеологији капитализма односно његовим разним врстама и облицима.

## Карактеристике
Под утицајем идеологија следбеници уважавају диктаторе са великим отуђеним респектом па и страхопоштовањем. Такво друштво може бити изразито стабилно и хомогено. Карактеристика односа власти и следбеника је допуњавање у немоћи што обострано доноси велику отуђену моћ која је у стању да оствари импозантна дела, велику стабилност друштва и привидне погодности. Због снажне повезаности, однос власти и следбеника може да личи на љубав, али то није. Љубав је производ човекове слободе, знања, моћи и вере у погодности. Однос власти и следбеника је управо супротан. Карактерише га велика обострана зависност, незнање и немоћ и стога представља увјек неку нијансу садистичко мазохистичког односа и нужно га развија.
Диктатор на путу остварења већих погодности експлоатише друштво. Он одузима слободу изјашњавања, одлучивања и деловања следбеника. Овај облик експлоатације је изразито непогодан по следбенике јер задире у основну човекову бит, у оно по чему је он по својој природи човек. Тај облик експлоатације омогућава несметану материјалну експлоатацију друштва, односно одузимање погодности произашлих из производа друштвеног рада.
Ауторитативна власт је привилегована. Привилегије дају вештачку потврду превладавања немоћи која формира нарцисоидну особину карактера. Нарцисоидни диктатор смањује могућност достизања погодности у природном односу људи и настоји да достигне веће погодности у већој експлоатацији друштва. Наравно већа експлоатација не може резултирати задовољењем потреба јер су отуђене потребе у правилу незаситне. Незадовољене отуђене потребе стварају непогодну напетост које се човек не може ослободити природним путем и стога човеков организам налази привидно задовољење па тако и опуштање у изопачења потреба. Тада ауторитативна власт налази погодности у насилном односу према следбеницима.

## Ефекат
Уколико је отуђење у друштву веће следбеници налазе погодности у жртвовању у корист диктатора што свакако развија болест друштва и социјалну патологију. У изразито ауторитативном друштву конструктивно деловање не може донети погодности. У таквом друштву могу се остварити само привидне погодности, у ствари, друштво живи биолошки непогодан живот.
Аутократи никада не налазе изворе непогодности у сопственом односу према друштву већ их преносе на потчињене чланове а још више им одговара да их пренесу на друге друштвене групе. Лажни узроци непогодности и немоћ друштва да оствари погодности развија групно-нарцисоидни облик отуђења.
Таква оријентација по дефиницији велича властиту друштвену групу у односу на друге. Како је такав приказ лажан он лако развија нетрпељивост према другим друштвима што ствара национализме, шовинизме, расизам, фашизам и остале социјално патолошке непогодне појаве. Такве појаве уз велику деструктивну енергију незадовољног отуђеног друштва, креирају програм за агресију и све друштвене сукобе. Незадовољно друштво налази привидно ослобођење од непогодне напетости, па тако и погодности у деструкцији остварене надмоћи. Како групна нарцисоидност до крајности развија субјективност којом прецењује моћ властите друштвене групе, тако увек превиђа објективне моћи које је окружују, што завршава погубно по сопствену друштвену групу.

## Знање
Шта је друштвено знање и образовање мање то формира већу ауторитативност, то је отуђење веће, то су природне потребе у друштву мање задовољене, то је у друштву већа потреба за деструкцијом, то је уништење друштва и друштвених остварења веће. Деструктивност у друштву траје док се не униште носиоци деструктивних потреба јер такво друштво јако тешко спознаје пут властите конструктивне оријентације.
Друштво са већим знањем и образовањем становништва тражи већу слободу јер само тако налази могућност остварења већих погодности и тражи удео у одлучивању о правилима заједничког деловања. Диктатори такве захтеве не дозвољавају, јер они представљају губитак њихове визије погодности. Задржавање власти, у отуђеној свести диктатора поистовећује се са визијом опстанка.
Када се захтеви аутократа знатно противе природи друштва, у друштву се развија напетост која га присиљава да се буни против власти јер постоје границе које "друштво које зна" не може да трпи. Тада оно усмерава своју енергију у рушењу ауторитативне владајуће класе и његових идеологија. Уколико се у друштву довољно развију нове снаге, а власт довољно успава своју моћ, нове снаге преузимају власт и формирају нова правила друштвеног одношења која доносе веће погодности друштву.